# ペドロ・ヴァインゲルトナー
ペドロ・ヴァインゲルトナー（Pedro Weingärtner、1853年7月26日 - 1929年12月26日）はブラジルの画家である。ヨーロッパに留学し、ブラジルで人気のある画家になった。

## 略歴
ポルト・アレグレで、ドイツ移民の家族に生まれた。版画家の兄と、当時ポルト・アレグレで活動していた画家のデルフィン・ダ・カマラ(Delfim da Câmara)から美術教育を受けたとされている。1878年に美術の修行のためにドイツに渡り、カールスルーエの美術アカデミーで、フェルディナント・ケラーやテオドール・ペック(Theodor Poeckh)、エルンスト・ヒルデブラントに学び、1880年にケラーがベルリンの美術学校に移ると、ヴァインゲルトナーもベルリンに移った。
1882年にフランスに移り、アカデミー・ジュリアンに入学し、トニ・ロベール＝フルーリー やウィリアム・アドルフ・ブグローに学んだ。留学資金が不足したが、友人となったブラジルの外交官のイタジュバの男爵の助けで、ブラジル皇帝ペドロ2世から奨学金を得ることができた。さらに修行のためローマを訪れた。
ブラジルに戻った後も、リオデジャネイロ、ポルト・アレグレ、ローマを行き来して活動した。当時のもっとも有名なブラジル画家の一人となった。当時のブラジルの画家に影響を与えた。1920年からポルト・アレグレで活動した。
1920年代半ばから、新しい世代の画家たちの出現や、美術における嗜好の変化から人気は失われていった。写実主義やロマン主義の時代のアカデミック美術を学んだ画家で、神話を題材にした絵画や風景画、働く人々を描いた風俗画を描いた。

## 作品

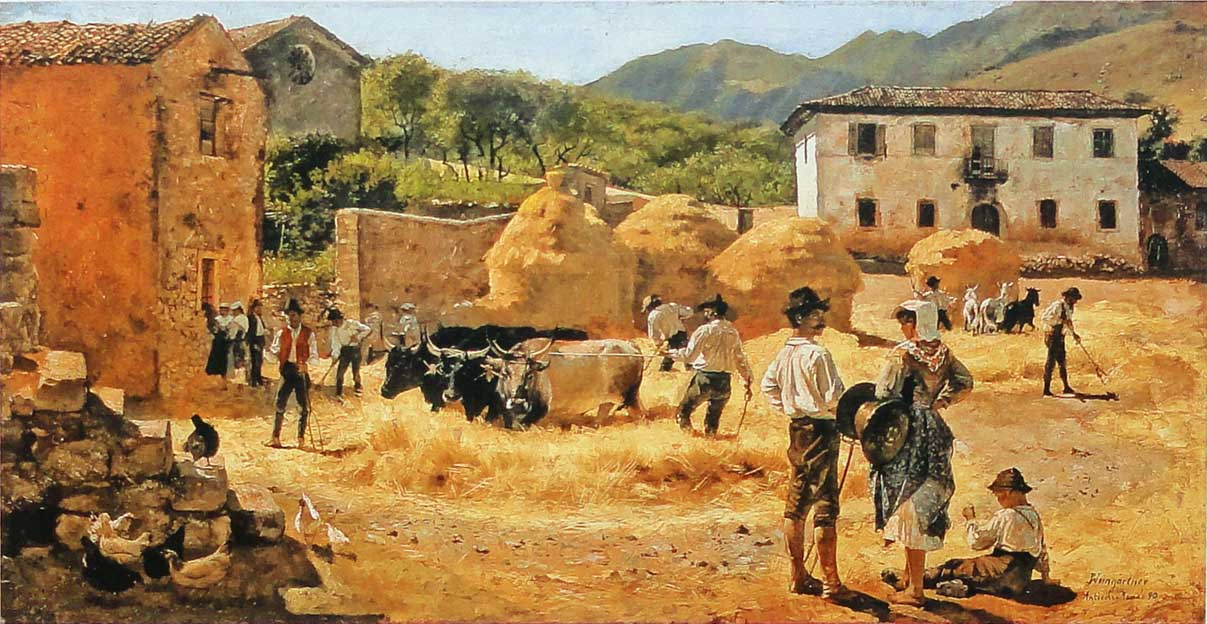
アンティコリ広場に積まれた麦(1890)
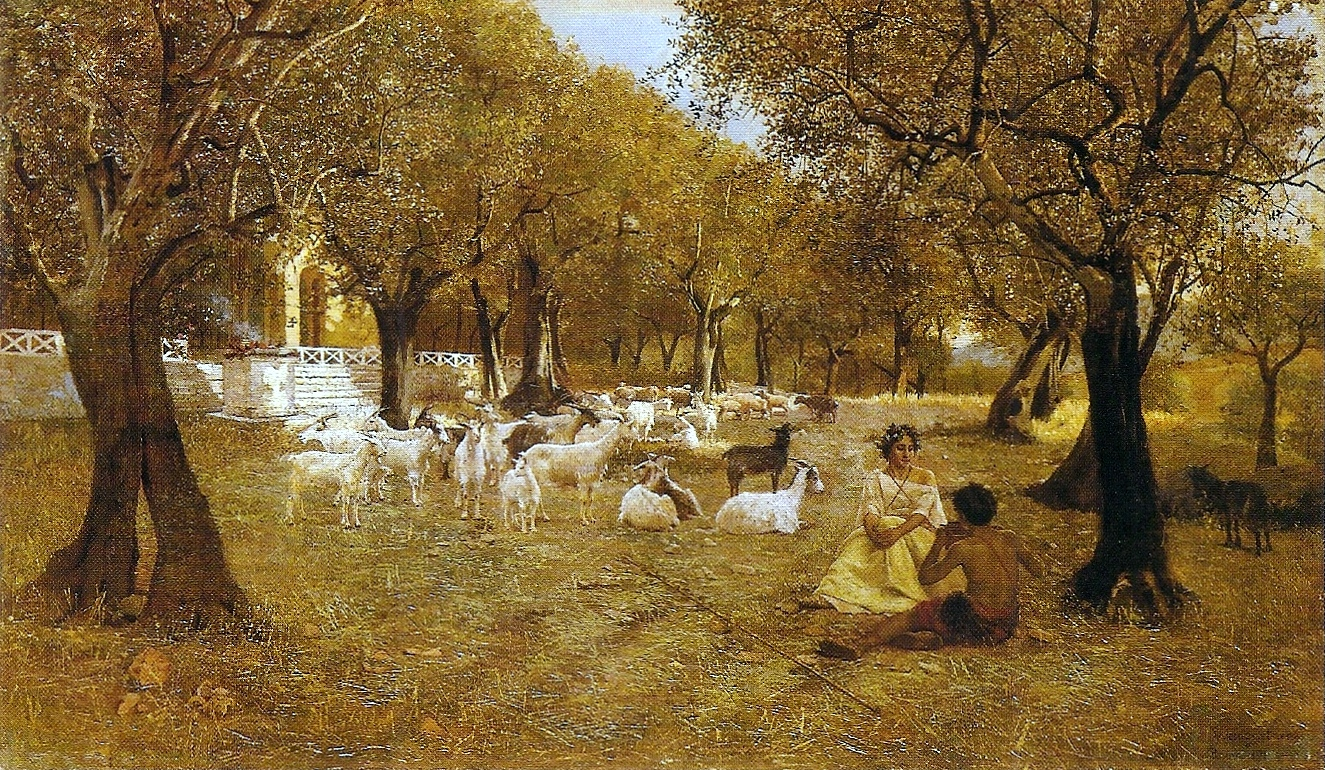
『ダフニスとクロエ』(1891)
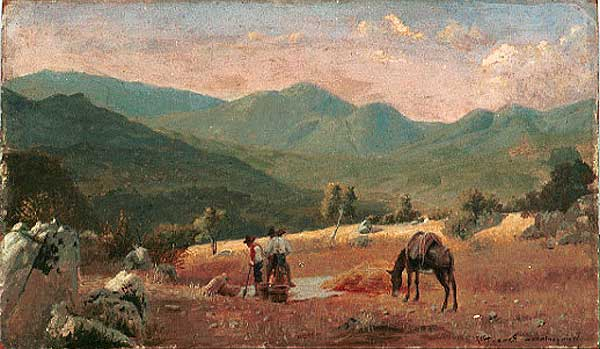
イタリアの風景

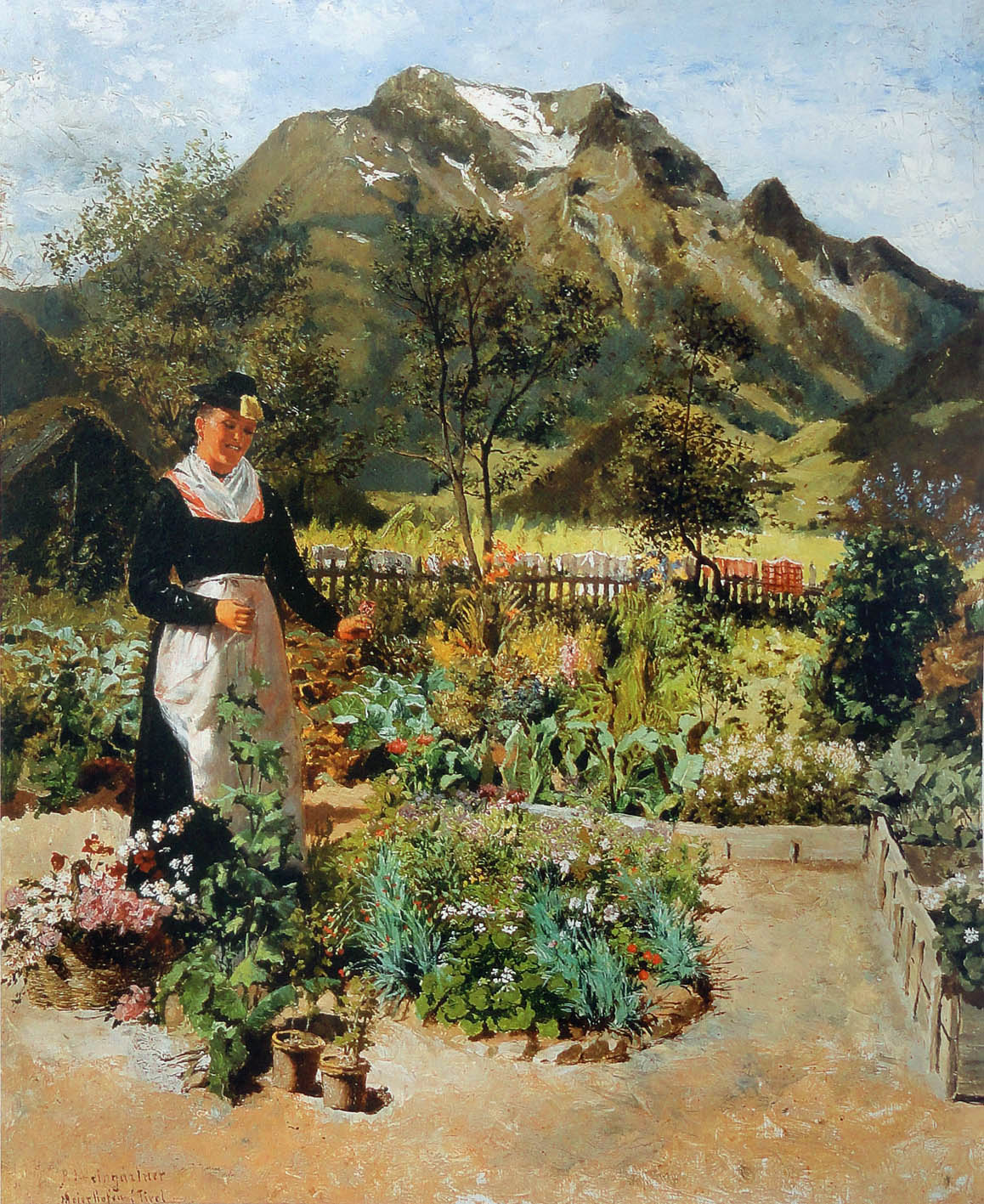
『チロルの園芸家』
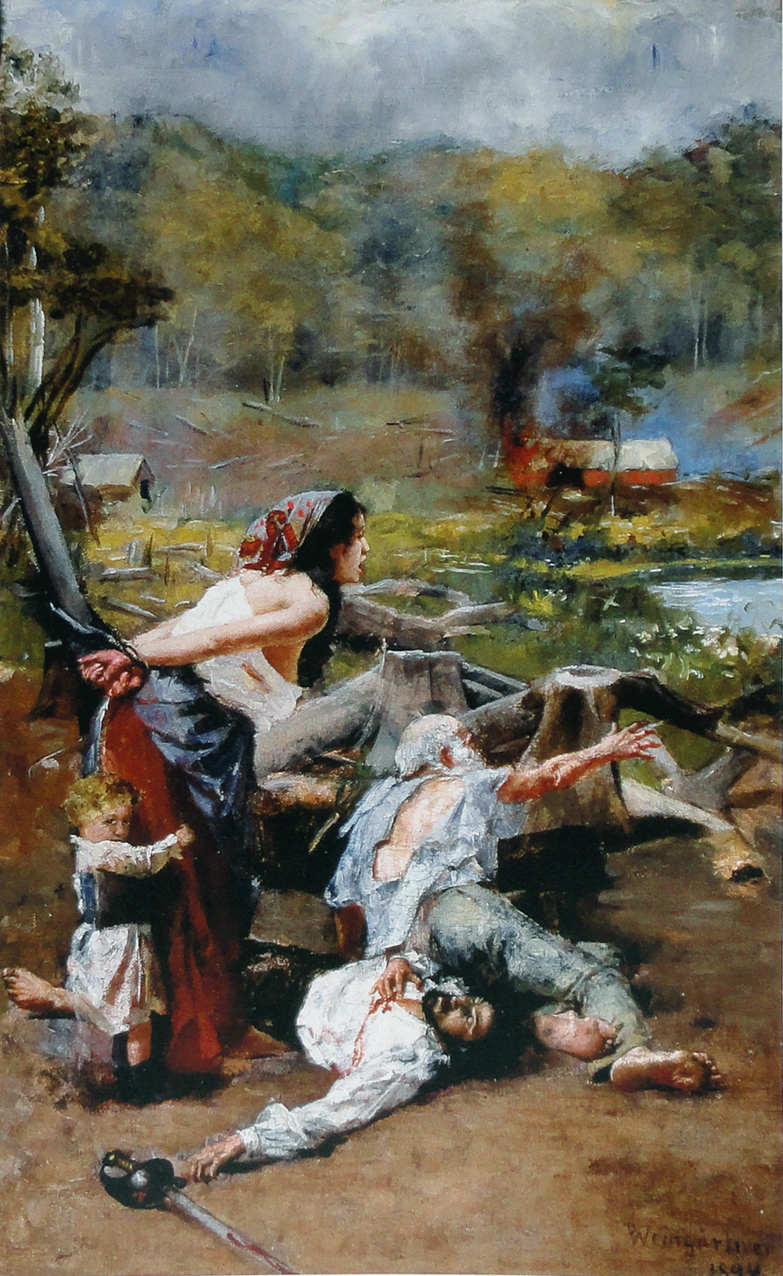
「戦場」(1894)
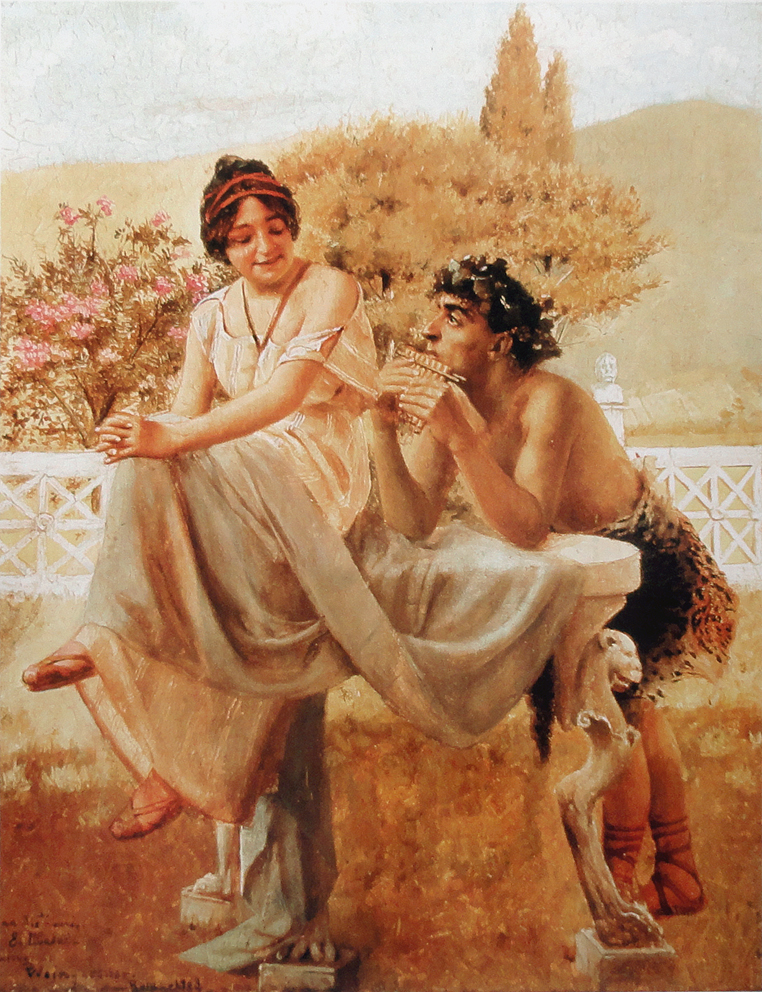
Idílio (1908)
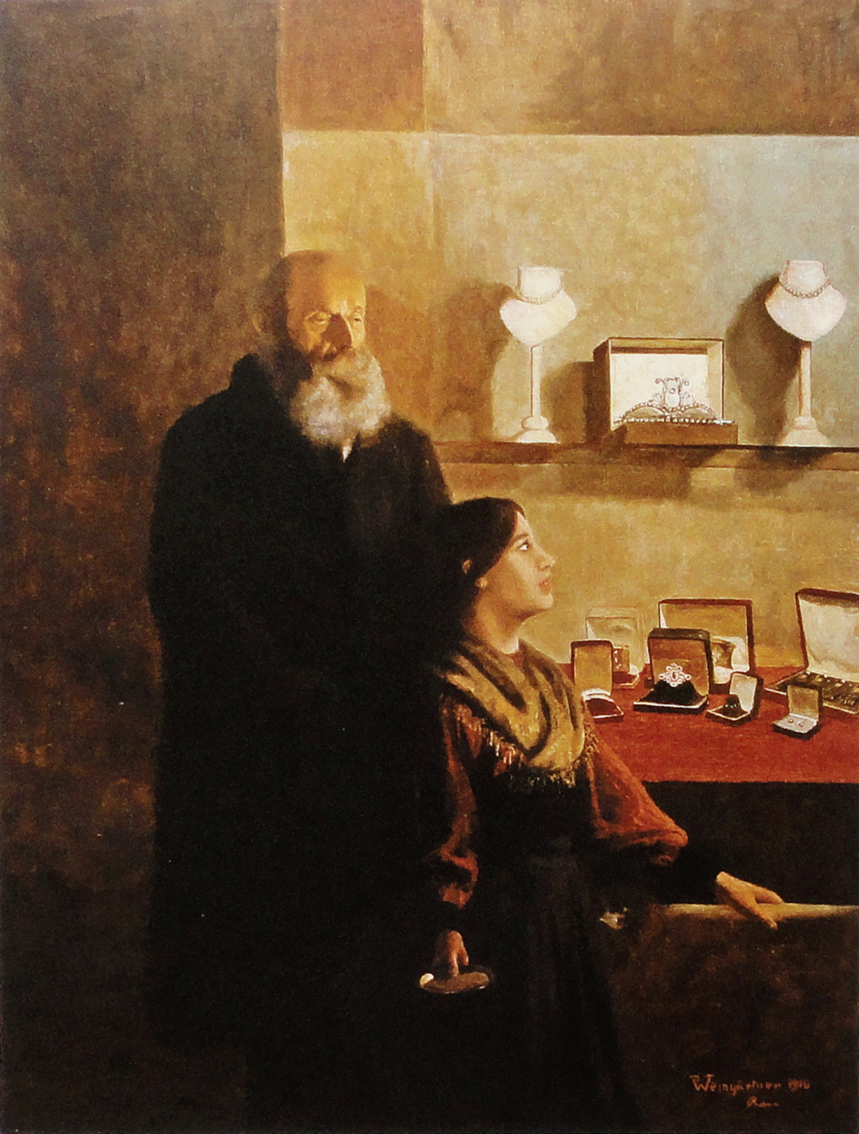
老人と若者(1916)